# 1703
1703 (MDCCIII) a fost un an obișnuit al calendarului gregorian, care a început într-o zi de duminică.

## Evenimente
- 23 august: Începe domnia de 27 de ani a sultanului Ahmed al III-lea, fiul lui Mehmed al IV-lea, care ocupă tronul în urma revoltei cunoscute sub numele de “evenimentele de la Adrianopol”. Domnia sa este cunoscută și sub denumirea de “Epoca Lalelelor” (“Lâle Devri”), datorită motivului floristic predominant în artele plastice ale perioadei. A fost o epocă de transformări în lumea otomană, între acestea remarcându-se întroducerea tiparului în 1727. Arta turcă a vremii a fost influențată de modele occidentale.
- 5 decembrie: Johann Sachs von Harteneck, primarul Sibiului este decapitat, după ce a criticat faptul că sașii, care reprezentau 10% din populația Transilvaniei, plăteau 60% din taxele încasate în principat.

### Nedatate
- septembrie: Prima domnie în Moldova a lui Mihail Ion Racoviță. Durata celor cinci domnii ale sale în Moldova și Țara Românească (1703-1744), a fost de 18 ani și 5 luni.

## Nașteri
- 23 iunie: Maria Leszczyńska, soția regelui Ludovic al XV-lea al Franței (d. 1768)

## Decese
- 31 ianuarie: Rafał Leszczyński, nobil polonez, tatăl regelui Stanisław Leszczyński al Poloniei, 53 ani (n. 1650)
- 3 martie: Robert Hooke, 67 de ani, astronom englez (n. 1635)